# Classe Combattante
Le motocannoniere missilistiche delle classi Combattante (francese: "combattente") sono una famiglia di unità litoranee d'attacco veloci tra le realizzazioni maggiormente apprezzate degli anni settanta, furono realizzate in oltre sessanta esemplari. Tra le prime ad avere un deciso incremento delle dimensioni e dislocamento, vennero realizzate negli stabilimenti CMN (Constructions mécaniques de Normandie) e traevano il progetto iniziale da un disegno tedesco sviluppato dai cantieri Lürssen Werft ed ispirato alle schnellboote della Kriegsmarine della seconda guerra mondiale.
Le unità di questo tipo vengono impiegate in compiti di pattugliamento delle acque territoriali ed internazionali nella zona economica esclusiva, nella protezione dei porti nella intercattazione, nelle ispezioni a bordo di navi civili sospette e possono svolgere anche il ruolo delle corvette.

## La Combattante (P 730)
Le Combattante, che hanno avuto una continua evoluzione nel corso degli anni, prendono il nome dalla prima di queste navi, la motocannoniera francese La Combattante, contrassegnata dal distintivo ottico P-730 e che, realizzata in un unico esemplare, ha costituito un prototipo per questo tipo di unità.
Il pattugliatore La Combattante costruito a Cherbourg, venne impostato sugli scali il 5 dicembre 1961, varato il 20 giugno 1963 e consegnato alla Marine Nationale il 1º marzo 1964.
L'unità aveva lo scafo amagnetico e un dislocamento standard di 180 tonnellate. L'apparato motore era costituito da due motori diesel SEMT Pielstick, collegati a due assi con eliche a passo variabile ed aveva una potenza di 3200 CV che consentiva una velocità di 23 nodi, con un'autonomia di 3200 miglia a 12 nodi.
L'armamento era costituito da due cannoni Bofors 40/60mm e un lanciamissili quadruplo per missili SS-12.
La nave dopo la consegna venne dislocata prima nel Canale della Manica e successivamente a Gibuti, Tolone e Papeete e venne usata nel Mediterraneo per testare al largo dell'Île du Levant i missili dell'Aérospatiale SS-11, SS-12 ed Exocet; l'armamento venne poi configurato in un cannone Bofors 40/60mm e due mitragliatrici da 12,7mm dopo il passaggio dell'unità alla Gendarmerie Maritime.
La motocannoniera La Combattante è andata in disarmo il 27 settembre 1996, dopo oltre trentadue anni di servizio.

## Evoluzione
Le Combattante hanno avuto una continua evoluzione nel corso degli anni, ed in alcune configurazioni hanno quasi raggiunto le dimensioni di una corvetta.

### Combattante II
La classe Combattante II aveva già un'ottima abitabilità per la sua categoria, ma anche un armamento di tutto rispetto, con un cannone OTO da 76mm Compatto, un impianto singolo da 40mm poppiero e quattro missili MM.38 Exocet. Il tutto per un peso di 270 tonnellate. Potenziato notevolmente l'apparato motore che permetteva alle unità di raggiungere la velocità di 36 nodi.
Il progetto e la costruzione delle Combattante II venne portato avanti dai cantieri francesi CMN di Cherbourg e dai cantieri tedeschi Lürssen Werft di Brema-Vegesack.
La collaborazione tra i cantieri francesi e tedeschi venne avviata negli anni sessanta, quando gli israeliani mostrarono interesse per le motocannoniere tedesche della Classe Jaguar e alla fine del 1962 il Primo ministro David Ben-Gurion inviò il vice ministro della difesa Shimon Peres in Germania per incontrare il cancelliere Adenauer che accettò di rifornire di armi Israele come parte di un tentativo di riparazione per i crimini commessi dalla Germania nazista contro l'ebraismo mondiale, firmando un contratto per la fornitura ad Israele di dodici unità del tipo Jaguar da costruire nei cantieri tedeschi, con la clausola che l'accordo dovesse rimanere segreto per non incorrere nell'ira dei paesi arabi. Alla fine del 1964 tutto era pronto perché fosse avviata la costruzione di tre delle dodici unità, ma nel 1965 la notizia dell'accordo trapelò e l'accordo venne reso noto dal New York Times, facendo infuriare i paesi arabi. I tedeschi di fronte alle minacce arabe di sanzioni economiche e di un boicottaggio delle merci tedesche interruppero la costruzione, cedendo il contratto della fornitura alla Francia e la produzione venne spostata ai Chantiers de Normandie di Cherbourg.
Il prototipo, La Combattante, aveva lo scafo in legno, a differenza delle unità tedesche costruite con lo scafo in acciaio. Le dodici unità israeliane vennero denominate Sa'ar, con la consegna delle ultime cinque unità che nel dicembre del 1969 creò un caso politico e diplomatico tra Francia e Israele.
Per la Bundesmarine tedesca venne sviluppato il progetto della Classe Tiger, variante delle Combattante II, costruite in Francia e in Germania, entrate in servizio nella Bundesmarine nella prima metà degli anni settanta e dismesse a partire dall'inizio degli anni novanta.
La Grecia fu il primo vero acquirente di queste navi ordinando quattro unità che, entrate in servizio all'inizio degli anni settanta, erano ancora operative nella Elleniko Polemikó Naftikó all'inizio del nuovo millennio; di queste una venne venduta alla Georgia nel 2004 ed è stata affondata dai russi nell'estate 2008 durante il conflitto per l'Ossezia del Sud.
La Grecia ha acquistato sei delle unità della Classe Tiger dismesse dalla Deutsche Marine, che sono state immesse in servizio tra il 1994 e il 2000. Le sei unità nella Marina greca costituiscono la Classe La Combattante IIa, con due di queste motocannoniere che sono state riammodernate sostituendo gli Exocet con gli Harpoon.
Le Combattante II iraniane della classe Kaman sono state costruite in Francia, ma armate dagli Stati Uniti con missili Harpoon. Dopo la rottura delle relazioni tra Iran e Stati Uniti gli Harpoon sono stati sostituiti con missili C-802 versione cinese dell'Exocet francese.
Le Combattante II iraniane sono state impiegate, con i loro quattro missili Harpoon, nella guerra Iran-Iraq, ottenendo vari successi, con una motocannoniera affondata da aerei iracheni nel novembre 1980 ed un'altra da aerei americani nell'aprile 1988.

### Combattante III
La successiva Classe Combattante III ha avuto un deciso incremento di dislocamento, pari a circa il 50%, che ha comportato l'introduzione di alcune migliorie notevoli, come una maggiore autonomia, maggiore tenuta al mare, migliori apparati elettronici, inclusi quelli di comando e controllo per una piccola flottiglia di navi similari.
L'armamento è però il maggior beneficiario, praticamente raddoppiato. I cannoni da 76mm compatto sono diventati due, uno a prua e uno a poppa, a centro nave quattro cannoni da 30mm in due impianti binati per la difesa antiaerea ravvicinata e due tubi lanciasiluri da 533mm a poppa, all'armamento missilistico diverso a seconda del committente.
La Nigeria ha ordinato tre di queste motocannoniere, entrate in servizio nel 1982, che costituiscono la classe Ayum.
La Tunisia ha ordinato tre di queste navi, costruite in Francia ed entrate tutte in servizio nel 1985. Le tre Combattante III tunisine della classe La Galite, hanno un armamento un poco più leggero e differentemente strutturato, per il combattimento navale di superficie a lunga gittata e la difesa antimissile. Le unità tunisine sono armate con otto missili antinave MM 40Exocet e due torrette binate da 30mm a centronave, un cannone OTO da 76mm a prua e una torre binata da 40mm Breda a poppa.
La Grecia ha ordinato ai cantieri francesi dieci di queste motocannoniere, costruite in due serie: la prima denominata Classe La Combattante III, costituita da quattro unità, ordinate nel 1974, costruite in Francia ed entrate in servizio tra il 1977 e il 1978, sono equipaggiate con missili MM 40Exocet. Le unità della seconda serie, ordinate nel 1978, denominate Classe La Combattante IIIb, sono state costruite su licenza in Grecia, ed immesse in servizio tra il 1980 e il 1981, sono equipaggiate con i più leggeri ed economici missili Penguin al posto degli Exocet.
Le unità greche sono state tutte riammodernate nel 2006, tranne una che era andata perduta, affondata in una collisione con un traghetto.
Il peso complessivo dell'armamento installato sulle unità della Marina Greca, così come quelle tunisine, è comparabile a quello delle corvette delle classi prodotte dalla Fincantieri, che sono già pesantemente armate, ma con le Combattante III che pesano giusto i 2/3 delle corvette della Fincantieri, anche se le Combattante III non hanno la stessa dotazione elettronica e di carburante cosa che ne riduce l'autonomia. La differenza del dislocamento è data proprio dallo spazio per apparecchiature elettroniche e carburante aggiuntivo, che conferiscono alle corvette di progettazione italiana oltre ad una superiore capacità operativa, una più confortevole sistemazione per gli equipaggi e una miglior tenuta del mare.

### Ultime evoluzioni
Le ultime evoluzioni delle Combattante, denominate Combattante New Generation hanno interessato i ricchi Stati del Golfo.
Il Kuwait ha ordinato ai cantieri francesi otto unità il cui progetto è ispirato alle Combattante, che sono state immesse in servizio tra il 1998 e il 2000. Le otto unità che costituiscono la classe Um al Almaradim hanno l'apparato motore costituito da due motori diesel e dotato di due idrogetti, e sono armate con quattro missili antinave Sea Skua, un cannone antiaereo da 40mm, una mitragliera da 20mm e due mitragliatrici da 12,7mm per la difesa antiaerea di punto.
Il progetto di queste unità viene denominato Combattante BR42, con un dislocamento di 240 tonnellate, e l'armamento può essere implementato con missili antiaerei a medio raggio Simbad.
Decisamente più evoluto il progetto delle corvette polivalenti Combattante BR70, lunghe 72 metri, che raggiungono un dislocamento di 830 tonnellate, ed hanno un apparato motore costituito da quattro motori diesel e tre idrogetti; l'armamento è costituito da un cannone di medio calibro da 76mm OTO e due di piccolo calibro, missili antinave a medio e lungo raggio MM 40 Exocet e ESSM e missili antiaerei RIM-116 Rolling Airframe Missile a lancio verticale. Molto evoluta è anche l'elettronica di bordo, che prevede anche un sonar antimine. Le unità prevedono anche l'imbarco di un elicottero con relativo hangar.
Gli Emirati Arabi Uniti hanno commissionato sei unità ai cantieri francesi che costituiscono la classe Baynunah ed imbarcano un elicottero AS.565SB Panther. Il ministero della Difesa dell'emirato aveva siglato un contratto per la costruzione di quattro di queste unità il 24 dicembre 2003, cui è seguito un accordo per la costruzione di altre due unità siglato il 9 luglio 2005. La prima di queste navi, costruita in Francia e denominata Baynunah è stata varata il 25 giugno 2009 ed è entrata in servizio nel 2011, mentre le successive tre, costruite su licenza nei cantieri di Abu Dhabi, sono entrate in servizio tra il 2012 e il 2014. L'entrata in servizio di tutte le unità è avvenuta nel 2017.
L'ultima evoluzione delle Combattante sono le corvette polivalenti Combattante CL78 lunghe 78 metri, che raggiungono un dislocamento di 1300 tonnellate ed hanno un apparato motore costituito da due motori diesel molto potenti, ma non dotate di idrogetto; queste unità sono simili alle Combattante BR70 per armamento ed elettronica di bordo.

## Tabella
|           | Disl. (in tonn.) | Lungh. (in metri) | Largh. (in metri) | Pescaggio (in metri) | Vel. (in nodi) | Equip. | Armamento |
| --------- | ---------------- | ----------------- | ----------------- | -------------------- | -------------- | ------ | --------- |
| P 730     | 200              | 45                | 7,35              | 2,45                 | 23             | 26     |           |
| FS56      |                  | 56                | 8,2               | 2,7                  | 38             | 32     |           |
| CL65 S    |                  | 65                | 10,6              | 3                    | 25             | 33     |           |
| BR71      | 900              | 71,3              | 11                | 3                    | 30             | 45     |           |
| BR71 MKII |                  | 70,3              | 11                | 3                    | 30             | 50     |           |
| FS46      |                  | 46                | 7,45              | 4,2                  | 35             | 24     |           |

## Galleria d'immagini
- Immagini di unità tipo Combattante

"Immagini
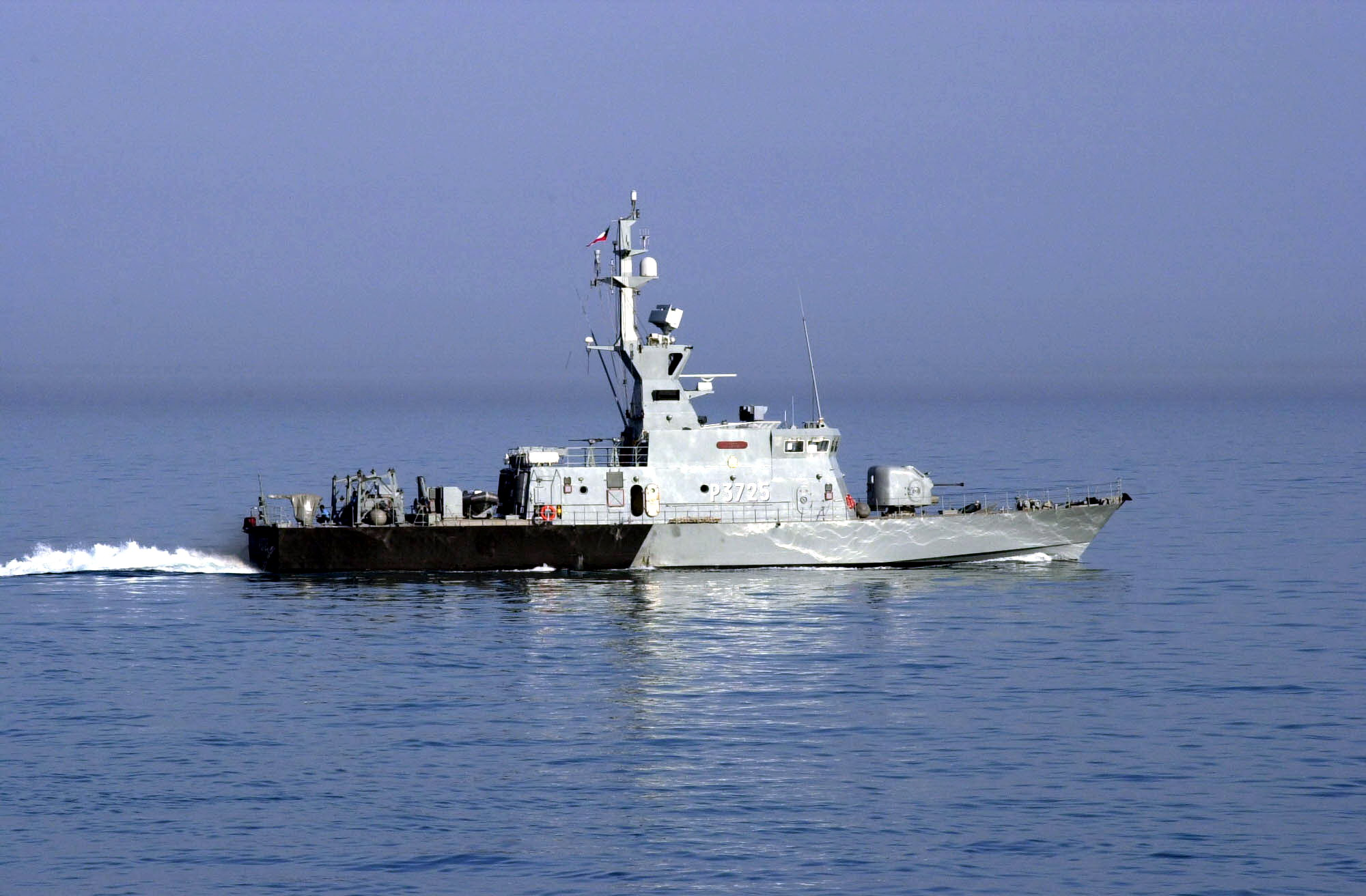
La Al-Garoh in forza al Kuwait del tipo Combattante BR42
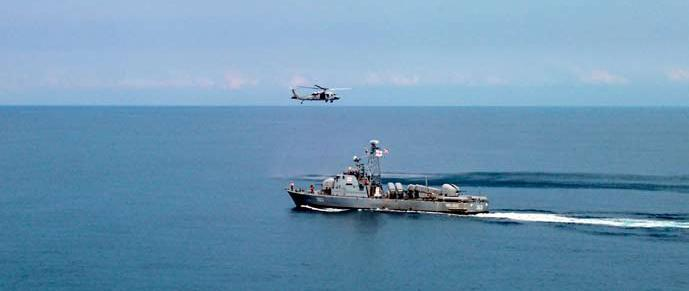
La Dioskuria georgiana della classe Combattante II
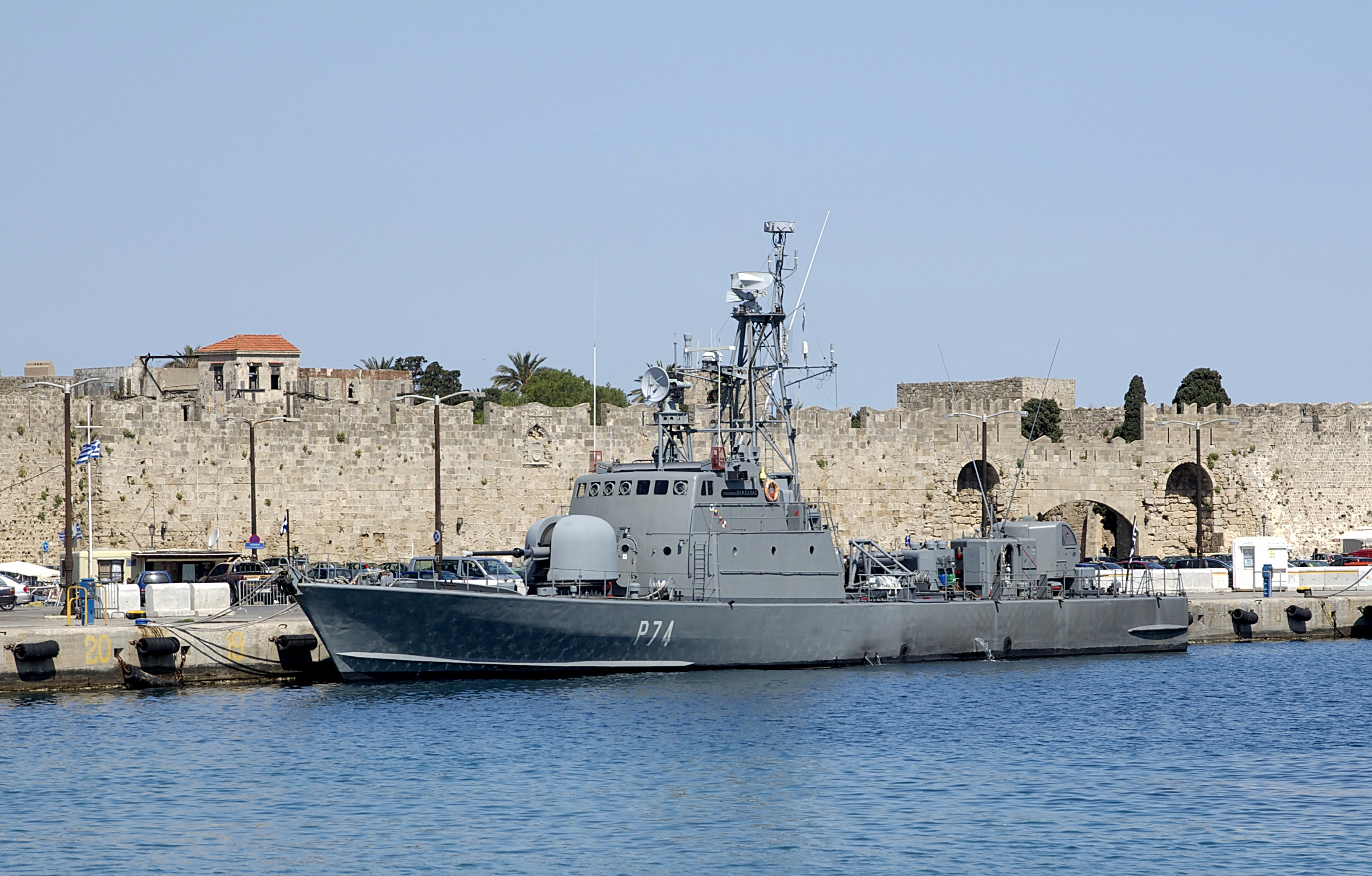
La Plotarchis Vlachavas greca della classe La Combattante IIa
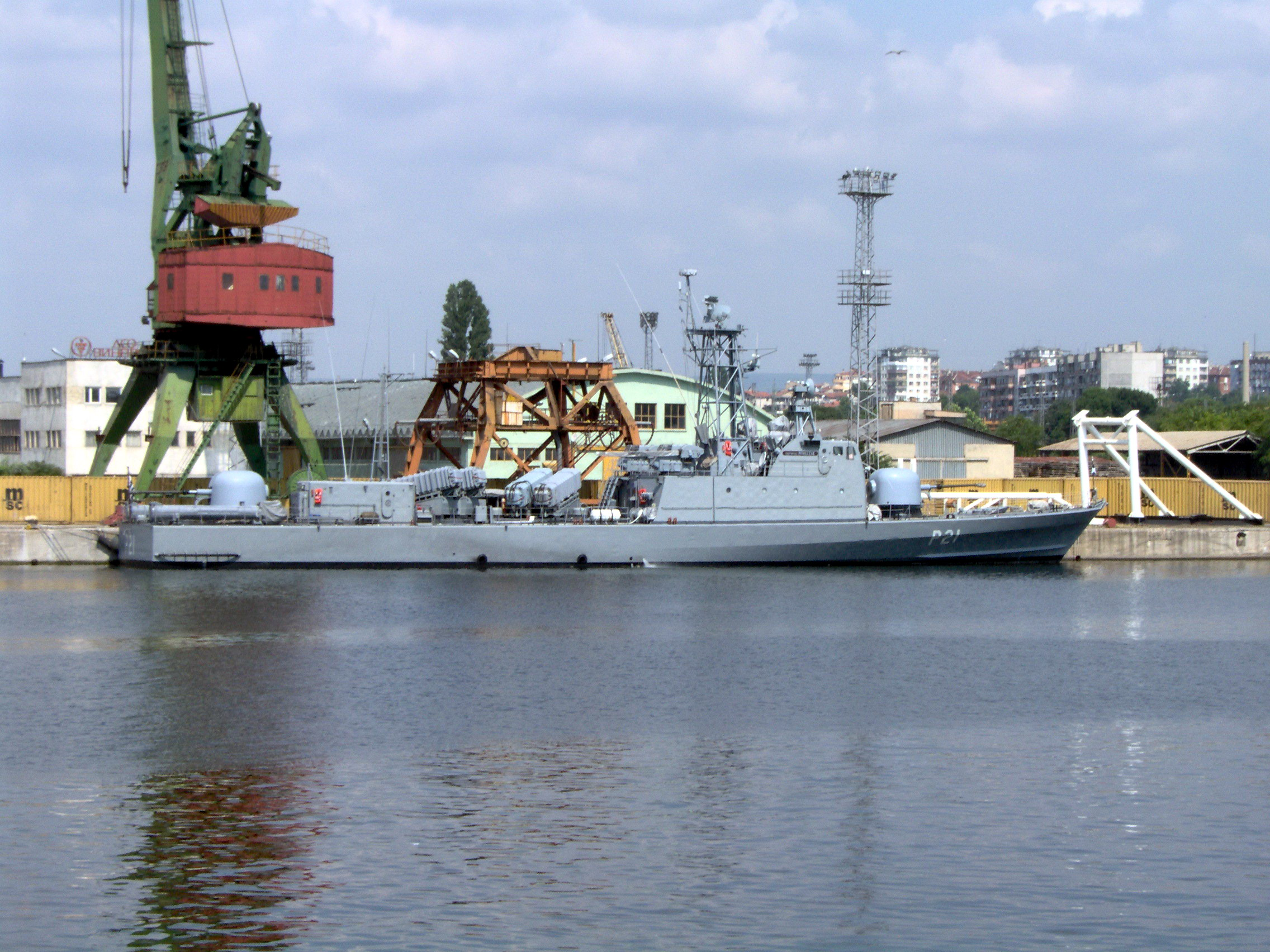
La Blessas  della classe Combattante III
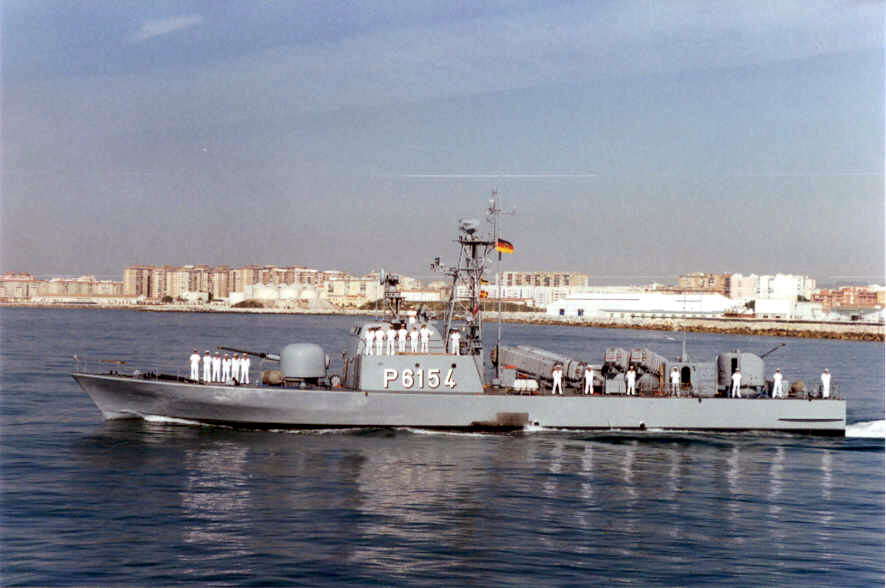
La Elster della Classe Tiger (pattugliatore)
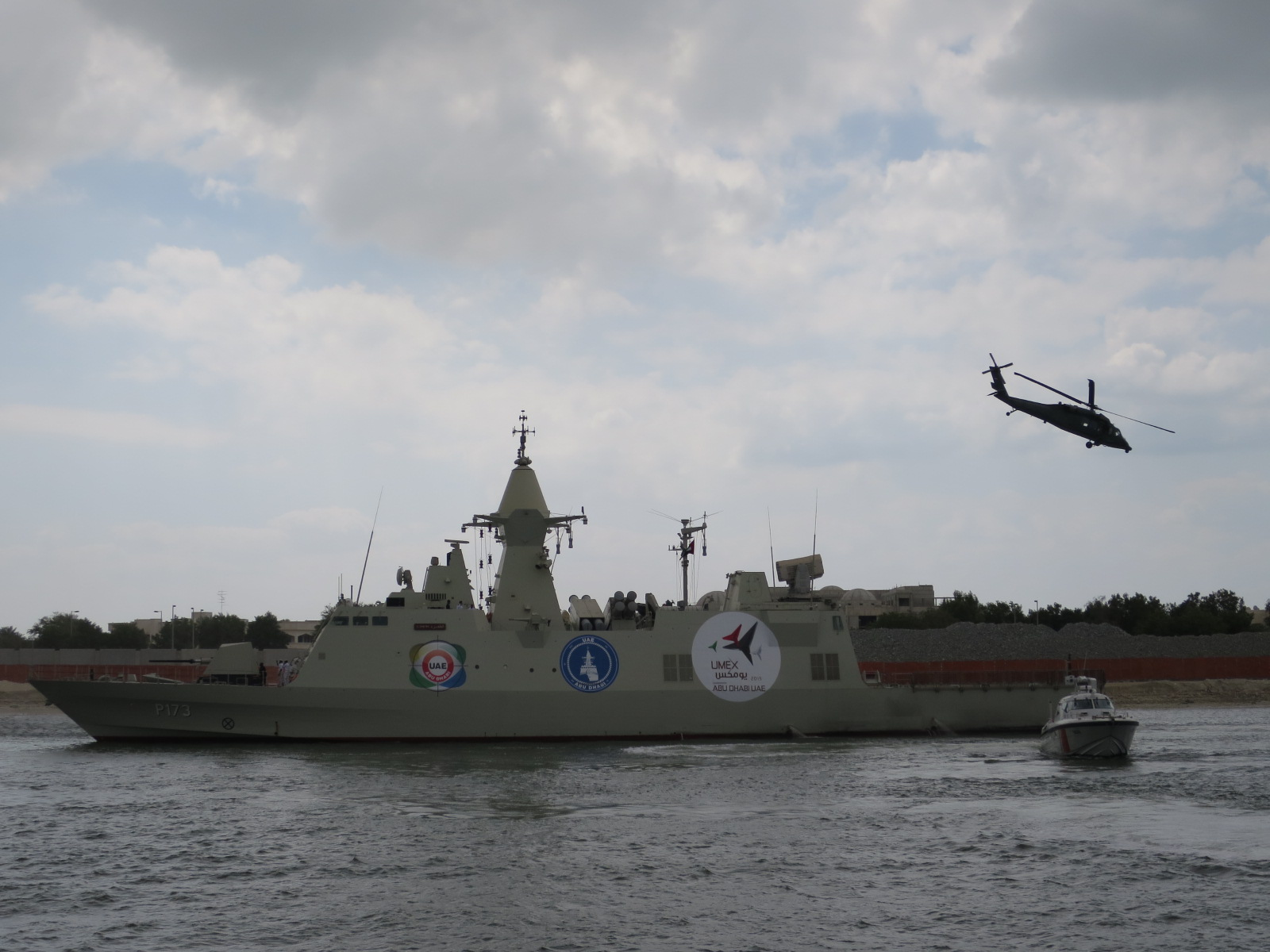
La Al Dhafra della classe Baynunah